# Rosemarie Saïd Zahlan
Rosemarie Said Zahlan, née le 20 août 1937 au Caire et morte le 10 mai 2006, est une historienne palestinienne de citoyenneté américaine, spécialiste des États du golfe Persique.
Elle était aussi la sœur d'Edward Saïd.
Elle écrivit de nombreux articles pour des journaux comme le Financial Times, et des revues comme le Middle East Journal, l’International Journal of Middle East Studies ou encore l’Encyclopédie de l'Islam.

## Aperçu biographique
Après des études en musicologie au Bryn Mawr College, en Pennsylvanie, elle enseigne au Caire puis à l'université américaine de Beyrouth. Elle émigre ensuite à Londres où elle obtient un doctorat de la School of Oriental and African Studies (SOAS) de l'université de Londres.
Elle vécut en Grande-Bretagne pendant presque quarante ans, mais conserva toujours sa nationalité américaine.

## Publications
- (en) avec A. B. Zahlan, Technology Transfer and Change in the Arab World : The Proceedings of a Seminar of the United Nations Economic Commission for Western Asia, Oxford, publié pour l'Organisation des Nations unies par Pergamon Press, 1978  (ISBN 0-08-022435-0)
- (en) The Origins of the United Arab Emirates. A Political and Social History of the Trucial States, New York, Macmillan, 1978
- (en) The Creation of Qatar, Londres, Routledge, 1979; rééd. 1989
- (en) The Making of the Modern Gulf States : Kuwait, Bahrain, Qatar, the United Arab Emirates and Oman, Ithaca Press, 1998  (ISBN 0-86372-229-6)